# Tali (Estland)
Tali is een plaats en voormalige gemeente in de Estlandse provincie Pärnumaa. De plaats heeft de status van dorp (Estisch: küla).
Tot in 2005 was Tali de hoofdplaats van een afzonderlijke gemeente. Deze telde in het jaar van opheffing 735 inwoners en had een oppervlakte van 194,4 km². De gemeente werd in 2005 bij de gemeente Saarde gevoegd.

## Bevolking
Het aantal inwoners laat een dalende tendens zien, zoals blijkt uit het volgende staatje:
| Jaar            | 2000 | 2011 | 2017 | 2018 | 2019 | 2020 | 2021 |
| --------------- | ---- | ---- | ---- | ---- | ---- | ---- | ---- |
| Aantal inwoners | 382  | 256  | 252  | 232  | 214  | 200  | 200  |